# Catherine Soullie
Catherine Soullie (* 18. Juli 1954 in Aigrefeuille-d’Aunis, Département Charente-Maritime) ist eine französische Politikerin der Union pour un mouvement populaire.

## Leben
Ihre politische Tätigkeit übt sie im Département Loiret aus, wo sie als Secrétaire départementale adjointe tätig ist.
2009 wurde sie als Nachfolgerin von Brice Hortefeux in das Europäische Parlament gewählt. Hortefeux hatte sein europäisches Mandat abgegeben, weil er zum Innenminister berufen wurde. Nach dem Austritt Hortefeux' aus dem Kabinett überließ Catherine Soullie am 23. März 2011 ihren Sitz im Europäischen Parlament wieder ihrem Parteikollegen.